# کشتار عروسک‌های فاسدشده
کشتار عروسک‌های فاسدشده (به انگلیسی sloughtered vomit dolls) یک فیلم ترسناک آمریکایی-کانادایی محصول سال ۲۰۰۶ است که توسط لوسیفر ولنتاین نوشته و کارگردانی شده‌است این فیلم از یک ساختار پلات بسیار شل، متشکل از صحنه‌های تصادفی و متفاوتی است که عمدتاً در اطراف آنجلا ابردین، می‌چرخد.
کشتار عروسک‌های فاسد شده اولین قسمت از سه‌گانه vomit gore است که دارای دو قسمت دیگر با نام‌های: Regoregitated sacrifice و Slow torture puke chamber است.